# Saargaugrafen
Die Familie der Saargaugrafen tritt zu Ende des 11. Jahrhunderts auf. Sie amtierten anfangs im Saargau, später in der Grafschaft Saarbrücken, und verbreiteten sich ins Elsass sowie in die Grafschaft Zweibrücken und die Grafschaft Leiningen.
Zur Familie gehören zwei Erzbischöfe von Mainz, zwei Äbte von Lorsch sowie je ein Bischof von Worms und Speyer.

## Stammliste

### 8.–10. Jahrhundert: oberer Saargau (umSarrebourg)
- Willibert 713
- Adalchard 720/721
- Richger 763
- Ratbert 807
- Odacher 966, in der Grafschaft Saraburg, vermutlich Nachfahre von Odaker, 893 Graf im Bliesgau, aus dem Geschlecht der Wigeriche
- Folmar 967–983 Graf zu Sarburg, 982 Graf im Bliesgau, aus dem Geschlecht der Folmare

### 11. Jahrhundert: unterer Saargau (um Merzig)
- Adalbert II., † 31. Januar/30. Juni 1033, Graf im Saargau, Graf von Metz 1024/25–1033, aus dem Geschlecht der Matfriede, stiftet das Kloster Bouzonville (Busendorf); ⚭ vor 979, Judith/Jutta „von Öhningen“, 980/1032 bezeugt, † 27. Juli 1033/38, Tochter des Herzogs Konrad I. von Schwaben, Witwe von NN, wohl von Rheinfelden, begraben in Bouzonville (Konradiner)[1]

### 12. und 13. Jahrhundert: Grafen von Saarbrücken
Titelinhaber in genealogischer Abfolge
1. Sigebert I., Graf im Saargau 1080/1105
  1. Sigebert II., 1133 Graf im Elsass – Nachkommen: die Grafen von Werd, Landgrafen im Elsass
  2. Friedrich I., † vor 1135, Graf im Saargau
    1. Simon I., 1135/83 bezeugt, 1139 Graf von Saarbrücken
      1. Simon II., 1180/1207 Graf von Saarbrücken
        1. Simon III., 1207/35 Graf von Saarbrücken, † vor 1243; ⚭ Lauretta von Lothringen, Tochter des Herzogs Friedrich I. (Haus Châtenois)
          1. Laurette, Gräfin von Saarbrücken, † nach 1270; ⚭ II 1252 Dietrich Luf von Kleve, 1252/59 Graf von Saarbrücken, † 1277
          2. Mathilde, Gräfin von Saarbrücken, † 1276; ⚭ I Simon II. von Commercy, † 1247/48; ⚭ II Amedeé von Montfaucon, Titulargraf von Saarbrücken, † 1280 – Nachkommen: die Grafen von Saarbrücken

        2. Friedrich II., 1214 Graf von Leiningen – Nachkommen: die Leininger
        3. Heinrich, † 1234, 1217/34 Bischof von Worms

      2. Heinrich I., 1190 Graf von Zweibrücken – Nachkommen: die Grafen von Zweibrücken
      3. Sophie, 1178/1215 bezeugt; ⚭ Heinrich III., Herzog von Limburg, † 1221

    2. Adalbert II., † 1141, 1138/41 Erzbischof von Mainz
    3. Agnes von Saarbrücken, ⚭ Friedrich II. von Schwaben (Staufer)

  3. Adalbert I., † 1137, 1111/37 Erzbischof von Mainz, 1105 Reichskanzler
  4. Bruno, † 1123, Abt von Lorsch, 1107/23 Bischof von Speyer
2. Winither, 1072 Abt von Hornbach, 1077/88 Abt von Lorsch, 1085/88 Elekt von Worms, 1088 geistlich im Kloster Hirsau